# Білий Ніл
Бі́лий Ніл, Бахр-ель-Аб'яд (араб. النيل الأبيض an-nīl al-'abyaḍ) — назва середньої течії Нілу. Зливаючись з Блакитним Нілом, утворює річку Ніл. Витікає з озера Вікторія. Протікає по території Уганди, Південного Судану, Судану. На території Уганди має назви Вікторія-Ніл, Альберт-Ніл, на території Південного Судану — Бахр-ель-Джабаль.
У строгому сенсі, «Білий Ніл» належить до річки, що плине від озера Но на місці злиття річок Бахр-ель-Джебель і Бахр-ель-Газаль до злиття з Блакитним Нілом. Проте у широкому сенсі цей термін, Білий Ніл, належить до всього перебігу річки, що витікає з озера Вікторія (Вікторія-Ніл, Кйога-Ніл, Альберт-Ніл, Бахр-ель-Джебель). Назва також може застосовуватись до річок у верхів'ях озера Вікторія (близько 3700 км від найвіддаленіших джерел аж до Хартума).
Первинне джерело Білого Нілу було відкрито у 1937 році, коли німецький дослідник Берхарт Волдекер дослідив потічок Рутову що починається біля підніжжя гори Кікізі.

## Верхів'я до озера Вікторія
Кагера, яка впадає в озеро Вікторія за 40 км від танзанійського міста Букоба, є найдовшою притокою озера Вікторія.
Джерелом Нілу можна вважати або Рувіронза, яка бере витоки в провінції Бурурі, Бурунді,, або Ньяваронго, яка має витоки з лісу Нунгве Руанда. Обидві річки зливаються біля водоспаду Русумо на кордоні Руанди і Танзанії.

## В Уганді
Річка, що витікає з озера Вікторія має назву Вікторія-Ніл. Після проходження ГЕС Оуен-Фолс, Кіїра біля витоку, річка плине через водоспад Буджагалі (місце ГЕС Буджагалі) приблизно за 15 кілометрів вниз по течії від Джинджі.
Потім Вікторія-Ніл тече на північ і захід через Уганду, утворюючи озеро Кйога в центрі країни, а потім плине на захід. у місті Карума-Фоллс, через річку перекинуто міст Карума (2°14′45.40″ пн. ш. 32°15′9.05″ сх. д. / 2.2459444° пн. ш. 32.2525139° сх. д.) в цьому ж місті на 2016 рік ведеться будівництво ГЕС Карума в південно-східному кутку Національного парку Мерчисон-Фоллс.
Безпосередньо перед впадінням в озеро Альберт, річка прямує ущелиною сім метрів завширшки Мерчисон-Фоллс. Річка впадає в озеро Альберт навпроти Блакитних гір, Демократична Республіка Конго.
Річка, що витікає з озера Альберт на північ має назву Альберт-Ніл. Вона відокремлює субрегіон Уганди Західний Ніл від решти країни. Міст через Альберт-Ніл побудовано поблизу її витоку з озера, інших мостів через Альберт-Ніл у регіоні не є.

## Гірський Ніл
Назва річки Альберт-Ніл використовується для відрізка від озера Альберт до Німуле на півночі, де річка перетинає кордон Південного Судану і має назву Гірський Ніл або Бахр-ель-Джебель.
Бахр-ель-Джебель утворює Судд на терені Південного Судану, на терені Судду Бахр-ель-Джебель приймає притоку Бахр-ель-Газаль і утворює Білий Ніл. Річка прямує через столицю Південного Судану — місто Джуба.
Далі плинучі на північ річка досягає столиці Судану — міста Хартум, де зливається з Блакитним Нілом утворюючи Ніл.